# LGA 1156
LGA 1156는 인텔 서버 및 데스크톱 CPU 소켓으로 소켓 H라고도 불린다. LGA는 Land Grid Array의 줄임말이며 1156은 CPU 핀 수를 뜻한다.
LGA 1156은 LGA 775의 후속으로 린필드와 클락데일에 사용되었는데 CPU가 FSB를 통해 노스브리지와 연결되는 LGA 775에 비해 LGA 1156은 노스브리지의 기능을 CPU에 내장했다는 점이 큰 차이점이다.
LGA 1156의 특징은 다음과 같다.
- 그래픽 카드를 위한 PCI-Express 2.0 x16 인터페이스를 가지고 있다. 몇몇 프로세서에서는 2개의 x8 레인으로 나눠 2개의 그래픽카드를 사용할 수 있으며 일부 메인보드에서는 엔비디아의 NF200 칩을 사용해 4개 이상의 그래픽 카드를 사용할 수 있다.
- 플랫폼 컨트롤러 허브(PCH)와 연결하기 위한 DMI 인터페이스를 가지고 있다. PCH는 ICH와 같이 사우스브리지 기능을 가지고 있으며 PCI-Express 2.0 x4 인터페이스도 가지고 있다.
- DDR3 SDRAM과 연결하기 위한 2개의 메모리 채널을 가지고 있다. 사용 가능한 메모리 클럭 속도는 CPU에 따라 다르다.

## 프로세서
| 코드네임 | 제품    | 모델   | 주파수        | 코어/쓰레드 | 최대 메모리 속도 |
| -------- | ------- | ------ | ------------- | ----------- | ---------------- |
| 린필드   | 코어 i5 | i5-7xx | 2.66 GHz      | 4/4         | DDR3-1333        |
| 린필드   | 코어 i7 | i7-8xx | 2.8-2.93 GHz  | 4/8         | DDR3-1333        |
| 린필드   | 제온    | L34xx  | 1.86 GHz      | 4/4, 4/8    | DDR3-1333        |
| 린필드   | 제온    | X34xx  | 2.4-2.93 GHz  | 4/4, 4/8    | DDR3-1333        |
| 클락데일 | 셀러론  | G1xxx  | 2.26 GHz      | 2/2         | DDR3-1066        |
| 클락데일 | 펜티엄  | G6xxx  | 2.80 GHz      | 2/2         | DDR3-1066        |
| 클락데일 | 코어 i3 | i3-5xx | 2.93-3.06 GHz | 2/4         | DDR3-1333        |
| 클락데일 | 코어 i5 | i5-6xx | 3.2-3.46 GHz  | 2/4         | DDR3-1333        |

## 칩셋
- 데스크톱 : P55, H55, H57, Q57
- 모바일 : PM55, HM55, HM57, QM57, QS57
- 서버 : 3400, 3420, 3450

## 같이 보기
- 린필드 (마이크로프로세서)
- LGA 775
- LGA 1366
- LGA 1155